# Johanna – Eine (un)typische Heldin
Johanna – Eine (un)typische Heldin ist eine britische Coming-of-Age-Komödie von Coky Giedroyc aus dem Jahr 2019. Sie basiert auf Caitlin Morans Roman How to Build a Girl aus dem Jahr 2014. Das Drehbuch schrieb Moran zusammen mit John Niven.

## Handlung
Der Film spielt in den 1990er Jahren. Die 16-jährige Johanna Morrigan lebt in einem Viertel mit armer Bevölkerung in Wolverhampton mit ihrem aufstrebenden Rockstar-Vater Pat, ihrer erschöpften Mutter Angie, den Brüdern Krissi und Lupin und zwei kleinen Zwillingen, und träumt davon, ihrem Leben zu entfliehen und Schriftstellerin zu werden. Sie findet Trost in ihrer Border-Collie-Hündin Bianca und im Gespräch mit den Porträts ihrer Idole wie Karl Marx, Frida Kahlo und Sylvia Plath, die ihre Schlafzimmerwand bedecken.
Johanna feiert einen Erfolg, als ein von ihr verfasstes Gedicht für einen im Fernsehen übertragenen Wettbewerb ausgewählt wird. Bei der Ausstrahlung verliert sie die Nerven und blamiert sich im nationalen Fernsehen vor einem Millionenpublikum. Im Gedicht enthüllt sie zudem, dass ihre Familie illegal Border Collies züchtet, was dazu führt, dass ihr Vater seine Invalidenrente verliert. Johanna ist entschlossen, Geld für die Familie zu verdienen.
Krissi verweist sie an D&ME, eine Londoner Musikzeitung, die einen Rock-Kritiker sucht, und Johanna reicht eine Rezension des Annie-Soundtracks ein. Sie wird zu einem Vorstellungsgespräch eingeladen, erfährt dort aber, dass die Mitarbeiter ihren Beitrag für einen Scherz hielten. Unbeeindruckt davon überzeugt sie die Mitarbeiter, ihr eine Chance zu geben, und erhält den Auftrag, über die Manic Street Preachers in Birmingham zu berichten.
Um sich neu zu erfinden, nimmt Johanna einen neuen Kleiderstil und das Pseudonym Dolly Wilde an und färbt sich ihre Haare leuchtend rot. Sie besucht ihr erstes Rockkonzert, verliebt sich in die Musik, taucht in die lokale Szene ein und wird für ihre Rezensionen geschätzt. Um den Musiker John Kite zu interviewen, reist Johanna nach Dublin. John Kite ist von ihrer temperamentvollen Persönlichkeit sofort angetan, er zeigt ihr die Stadt und nimmt sie mit auf die Bühne. Abends erzählen sie sich gegenseitig aus ihrem Leben und Johanna verliebt sich in ihn.  Als sie nach Hause zurückkehrt, schreibt sie einen begeisterten Bericht über John, der von ihrem Redakteur als das Werk eines verliebten Teenagers abgetan wird. Johanna erkennt, dass negative Kritik der Weg zum Erfolg ist, und beginnt, gemeine Kritiken zu schreiben. Sie wird eine bissige, aber beliebte Kritikerin und kann ihre Familie mit ihren Einnahmen aus dem Schreiben unterstützen. Sie wird sexuell aktiv und erzählt ihrem Bruder Krissi von ihren sexuellen Erfahrungen. Ihr Vater Pat, der immer noch hofft, mit seiner Band Mayonnaise berühmt zu werden, gibt Johanna seine Single mit. Sie bringt sie zu einem D&ME-Treffen mit, wo sie von den anderen verspottet wird.
Bei einer Veranstaltung der Musikindustrie erhält Johanna einen Preis für das „Arschloch des Jahres“ und trifft dabei auf John. Im betrunkenen Zustand gesteht sie ihm ihre Gefühle für ihn und versucht, ihn zu küssen, aber er weist ihre Annäherungsversuche höflich zurück. Am nächsten Morgen schreibt sie einen Artikel über sein Leben, der auch sehr persönliche Details enthält, die er ihr im Vertrauen erzählt hat. Als Johanna auch noch die Schule abbrechen will, möchten ihre Eltern und Krissi sie wegen ihrem zunehmend abweichenden Verhalten zur Rede stellen, aber sie erinnert sie unbarmherzig daran, dass sie mit ihrem Geld die Familie unterstützt und die Miete bezahlt.
Johanna geht mit ihren Kollegen auf eine Party, wo ihr eine Vollzeitstelle bei D&ME angeboten wird. Als sie mitanhört, wie sie hinter ihrem Rücken schlecht gemacht wird, kündigt sie mit einer Tirade gegen die Selbstgefälligkeit und Negativität der Kollegen. Deprimiert kehrt sie nach Hause zurück, wo sie erfährt, dass John wegen ihres Artikels angerufen hat und ihre Freundschaft beendet hat. Verzweifelt trinkt Johanna und schneidet sich mit einem Zirkel ins Handgelenk, wird aber bewusstlos, als ihr der Preis „Arschloch“ auf den Kopf fällt. Nachdem sie sich im Krankenhaus erholt hat, versöhnt sie sich mit ihrer Familie.
Johanna erkennt ihre Fehler und möchte sie wiedergutmachen. Sie versucht, sich bei allen Musikern, die sie kritisiert hat, zu entschuldigen. Sie schreibt einen Artikel über selbstverletzendes Verhalten und wird von der Zeitschrift The Face eingestellt, um ihre eigene Kolumne, „Building a Girl“, zu schreiben. Als sie auf John trifft, entschuldigt sie sich für ihren Artikel und zeigt ihm ihr Originalschreiben über ihn. Sie gibt ihm auch ihr frisch abgeschnittenes Haar als Zeichen der Entschuldigung. John verzeiht ihr und sagt, dass sie zwar nicht in nächster Zeit eine Liebesbeziehung führen werden, er aber froh ist, ihr Freund zu sein. Johanna durchbricht die vierte Wand und sagt dem Publikum, dass ein Mädchen sich immer zum Besseren verändern kann.

## Veröffentlichung
Johanna – Eine (un)typische Heldin feierte am 7. September 2019 seine Weltpremiere auf dem Toronto International Film Festival. Der Film wurde in den Vereinigten Staaten am 8. Mai 2020 von IFC Films und im Vereinigten Königreich am 24. Juli 2020 von Lionsgate veröffentlicht. In Deutschland erschien er am 16. November 2020 als Video-on-Demand.

## Rezeption
- Lexikon des internationalen Films: „Ein Coming-of-Age-Film nach einem semi-autobiografischen Roman, der in hohem Maße von seiner Hauptdarstellerin lebt. Sie bildet das charismatische Zentrum einer ebenso witzigen wie fantasievollen feministischen Komödie, die mit bewussten Überzeichnungen und märchenhaften Elementen für sich einnimmt.“[3]

## Auszeichnungen
Auf dem Toronto International Film Festival gewann der Film den FIPRESCI-Preis in der Sektion „Special Presentations“. Der Preis wird von der Fédération Internationale de la Presse Cinématographique verliehen.